# Загадка Самсона
Зага́дка Самсо́на — загадка в Книге Судей, часть повествования о Самсоне (Суд. 13—16), последнем из судей древних израильтян. Загадка, которую Самсон загадал тридцати гостям на своей свадьбе, звучит так: «Из ядущего вышло ядомое, и из сильного вышло сладкое» (Суд. 14:14).
Загадка основана на личном опыте Самсона, который убил молодого льва и нашёл в его трупе медоносных пчёл и мёд. Однако гости на свадьбе выпытывают ответ у жены Самсона; проиграв пари, Самсон должен отдать гостям тридцать хороших одежд, которые он приобретает, убив тридцать человек.
Современные комментаторы предложили и другие возможные решения этой загадки, проводя параллели с греческими мифами о героях, убивающих львов, и с древним поверьем о том, что живые существа могут спонтанно появляться из мертвой плоти.

## Библейское повествование
История загадки Самсона описана в 14 главе Книги Судей. Самсон встречает в городе Тимна (Фимнаф) женщину-филистимлянку и решает жениться на ней, несмотря на возражения родителей. Во время поездки в Тимну на Самсона нападает молодой лев. На него сходит Дух Господень, и он голыми руками разрывает льва на части.
Некоторое время спустя Самсон возвращается в Тимну, чтобы взять в жены филистимлянку. По пути он обнаруживает, что рой пчел создал улей внутри туши. Самсон собирает мёд из улья, но не рассказывает родителям о льве.
На брачном пиру Самсон предлагает своим филистимским гостям загадку: «из ядущего вышло ядомое, и из сильного вышло сладкое» (Суд. 14:14). 
Заключается пари, что филистимляне не смогут отгадать загадку в течение семи дней (сколько длится пир); ставка в пари — тридцать льняных одежд. Филистимляне узнают разгадку у новой жены Самсона, прибегая к угрозам сжечь её и дом её отца. Поэтому она умоляет Самсона рассказать ей разгадку, и на седьмой день Самсон сдаётся, после чего разгадка становится известной гостям. Гости повторяют её Самсону перед заходом солнца на седьмой день, говоря: «Что слаще мёда? И что сильнее льва?» (Суд. 14:18). На что Самсон отвечает: «Если бы ты не пахал на моей телице, ты не разгадал бы моей загадки» (Суд. 14:18).
Дух Господень снова сходит на Самсона, и он идёт в Ашкелон и убивает тридцать филистимлян, забирая их одежду в счёт уплаты долга гостям на своей свадьбе. После чего Самсон отдаёт свою жену-предательницу одному из гостей. Этот инцидент положил начало серии жестоких конфликтов между Самсоном и филистимлянами, описанных в последующих главах.

## Интерпретация
В тексте есть несколько трудностей, прежде всего касающихся участия родителей Самсона в событиях, предшествующих свадьбе, а также хронологических аспектов в описании пира и загадки.
Некоторые ученые, такие как Отниэль Маргалит, считают, что цикл о Самсоне в целом и загадка Самсона в частности находились в значительной степени под влиянием филистимской культуры, связанной с древнегреческой культурой через микенцев. Соответственно, некоторые ученые рассматривают повествование или определённые мотивы в нём в свете параллельных историй греческой мифологии и фольклора.

### Разрывание льва
Растерзание льва можно рассматривать как легенду, призванную возвеличить Самсона как сверхчеловека колоссальной физической силы. Мотив победы героя над львом широко распространён в мировом фольклоре и встречается в других местах еврейской Библии; похожие истории рассказываются о Давиде (1Цар. 17:36) и Ванее (2Цар. 23:20).
По мнению Пола Каруса, лев является мифическим символом солнечного тепла, а Самсон олицетворяет солнечное божество. Предположение Каруса основано на старом научном подходе, не принятом в современных исследованиях.
Отниэль Маргалит указывает на тот факт, что в других случаях появления мотива победы над львом в Библии и на Древнем Ближнем Востоке в целом герой охотится на льва, а не убивает его голыми руками. Эта деталь убийства льва голыми руками широко распространена в греческих источниках, что указывает на микенское происхождение библейской истории. Маргалит проводит параллель с историей о том, как Геракл голыми руками убил Немейского льва.
В 2012 году археологи, проводившие раскопки в Тель-Бейт-Шемеше на Иудейских горах недалеко от Иерусалима, обнаружили древнюю каменную печать, на которой, возможно, изображена история борьбы Самсона со львом. На печати диаметром 1,5 сантиметра изображено крупное животное, нападающее на длинноволосого человека. Печать датируют примерно XI веком до н. э. — периодом, который многие ученые считают временем библейских судей. Печать была обнаружена недалеко от реки Сорек, которая обозначала границу между израильтянами и их врагами-филистимлянами.

### Мёд в трупе льва
Обнаружение Самсоном пчелиного улья в туше льва не реалистично, поскольку пчёлы обычно избегают гниющей плоти. Предполагают, что слово, обычно переводимое как «туша», на самом деле следует воспринимать как «скелет», или что насекомые, найденные Самсоном, на самом деле были падальщиками, но ни одно из объяснений не дает удовлетворительного прочтения.
Чаще всего этот инцидент считают чудом или же его связывают с древней верой в самозарождение живых существ из неживой материи. Греческие и римские литературные источники описывают ритуал, известный как бугония (способ производства пчёл из туши быка), возможно, этот ритуал был положен в основу повествования о Самсоне.

### Загадка
Загадка Самсона — единственный явный пример загадки в еврейской Библии. Невозможно угадать ответ, не зная о встрече Самсона со львом. Поэтому многие комментаторы пытались доказать, что загадка допускает и другие решения.
Хейман Штейнталь (конец XIX века) заметил, что пчёлы в древней Палестине были наиболее продуктивны, когда солнце находилось в созвездии Льва. Ганс Бауэр предположил, что в оригинальном тексте истории использовалось арабское слово «мёд», которое на иврите было бы идентично слову «лев». Однако более поздние изыскания ученых не смогли подтвердить существование такого арабского слова.
Джеймс Л. Креншоу утверждал, что возможными ответами на загадку являются «рвота» и «семя», связанные с обстоятельствами свадебного пира, приводя в качестве доказательств несколько других отрывков из библейских текстов, в которых еда и питье используются как метафоры полового акта.
Отгадка, предложенная гостями свадьбы, — «Что слаще меда, и что сильнее льва?» — имеет вид вопроса. Герман Штэн предположил, что это могла быть традиционная свадебная загадка, ответом на которую было слово «любовь», «яд», «смерть» и «знание».
В одной из христианских интерпретаций сила Самсона на протяжении всей его жизни, в том числе и в истории с загадкой, используется для насилия, но в конечном итоге из его действий возникает «нечто приятное»; а именно, уничтожение врагов Израиля.

## В популярной культуре
Труп льва с медоносными пчёлами внутри изображён на банке сиропа Lyle’s Golden. Слоган был выбран Абрамом Лайлом, изобретателем золотого сиропа и глубоко религиозным человеком.
Было высказано предположение, что изображение и слоган относится либо к силе компании Lyle, либо к банкам, в которых продаётся золотой сироп, либо просто к процессу очистки сладкого сиропа от горькой («крепкой») патоки.
В 1904 году они были зарегистрированы как торговая марка, а в 2006 году Книга рекордов Гиннесса объявила эту марку старейшей в мире торговой маркой.
В 2024 году логотип был обновлен для разливной бутылки.

## Скульптуры Самсона и льва
- Самсон (фонтан в Берне)
- Самсон (фонтан, Киев)
- Самсон (фонтан, Петергоф)

### Дальнейшее чтение
- Ashman, Ahuva, The Story of Eve: Daughters, Mothers and Strange Women in Bible, Tel-Aviv: Miskal, 2008, ISBN 9789654826822 (Hebrew)
- Bal, Mieke, «The Rhetoric of Subjectivity», Poetics Today 5/2 (1984), pp. 337–376
- Camp, Claudia V., Wise, Strange and Holy: The Strange Woman and the Making of the Bible, Sheffield, UK: Sheffield Academic Press, 2000, ISBN 1841271667 (cloth), ISBN 1841271675 (paperback)
- Camp, Claudia V. and Fontaine, Carole R., «The Words of the Wise and their Riddles», in Susan Niditch (ed.), Text and Tradition: The Hebrew Bible and Folklore, Atlanta: Scholars Press, 1990, ISBN 1555404413, pp. 127–151
- Emmrich, Martin, «The Symbolism of the Lion and the Bees: Another Ironic Twist in the Samson Cycle», Journal of the Evangelical Theological Society 44 (2001), pp. 67–74
- Gaster, Theodor Herzl, Myth, Legend, and Custom in the Old Testament: A Comparative Study with Chapters from Sir James G. Frazer’s Folklore in the Old Testament, New York: Harper & Row, 1969
- Gelander, Shamai, «Samson is Upon you», Beit Mikra 184 (2005), pp. 63–71 (Hebrew)
- Kopf, Lothar, «أَريٌ = Honey?», Tarbiẕ 23 (1952), pp. 240–252 (Hebrew)
- Nel, Philip, «The Riddle of Samson», Biblica 66 (1985), pp. 534–545
- Noy, Dov, «Riddles at a Wedding-Banquet», Mahanayim 83 (1963) pp. 64–71 (Hebrew)
- Paul, Shalom M., «'Plowing with a Heifer' in Judges 14:18», in Shawna Dolansky (ed.), Sacred History, Sacred Literature: Essays on Ancient Israel, the Bible, and Religion in Honor of R. E. Friedman on his Sixtieth Birthday, Winona Lake, IN: Eisenbrauns, 2008, ISBN 9781575061511, pp. 163–167
- Porter, J. R., «Samson’s Riddle: Judges XIV. 14, 18», Journal of Theological Studies 13 (1962), pp. 106–109, doi:10.1093/jts/XIII.1.106
- Quinn, Arthur, «The Riddles of Samson: A Rhetorical Interpretation of Judges 14-16», Pacific Coast Philology 18 (1983), pp. 84–91 (Available at JSTOR)
- Schipper, Jeremy, «Narrative Obscurity of Samson’s חידה in Judges 14.14 and 18», Journal for the Study of the Old Testament 27 (2003), pp. 339–353, doi:10.1177/030908920302700304